# Stećak
Stećak (v množném čísle stećci) je název středověkého náhrobního kamene na západním Balkáně. Jeho pojmenování vychází ze praslovanského výrazu „stojati“ - státi. Většina náhrobků má původ v období předotomanském bosenském království (1377–1463), některé z nich však pocházejí až z 12. století. Nacházejí se především v oblasti Hercegoviny, ale i v okolních státech (Srbsko, Černá Hora, Chorvatsko). Jsou spjaty především s bosenskou církví, ale i bogomilstvím, většina nápisů je napsána v bosenské cyrilici. Většina náhrobních kamenů je vyrobena z vápence a je zdobena různými reliéfy.
Odhaduje se, že v celém regionu se nachází až 60 000 náhrobních kamenů. V roce 2016 bylo na seznam světového kulturního dědictví UNESCO zapsáno 30 lokalit těchto středověkých nekropolí. Z toho se 22 míst nachází v Bosně a Hercegovině, 3 v Černé Hoře, 3 v Srbsku a 2 v Chorvatsku.

## Fotogalerie

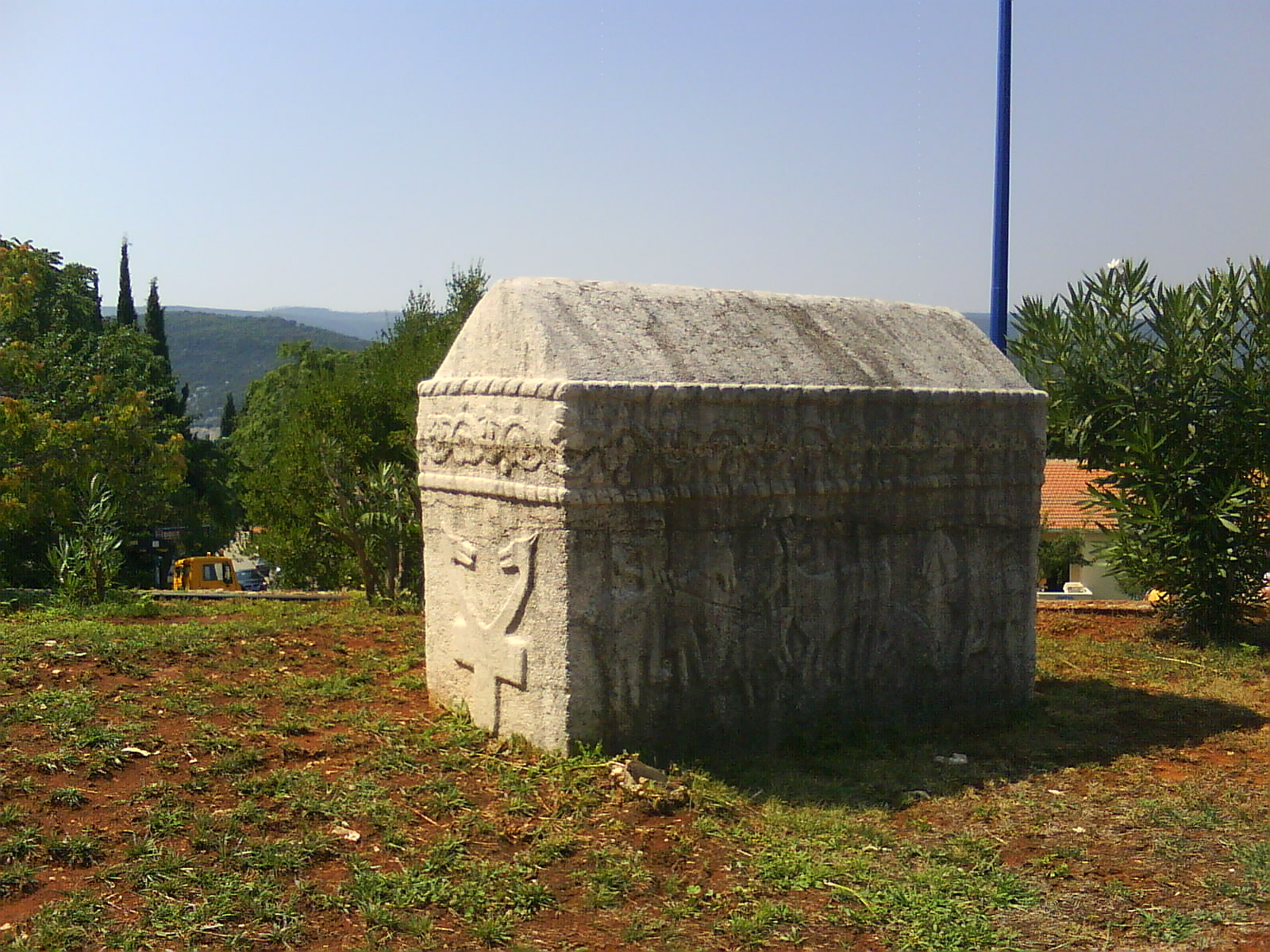
Neum, Bosnia a Herzegovina
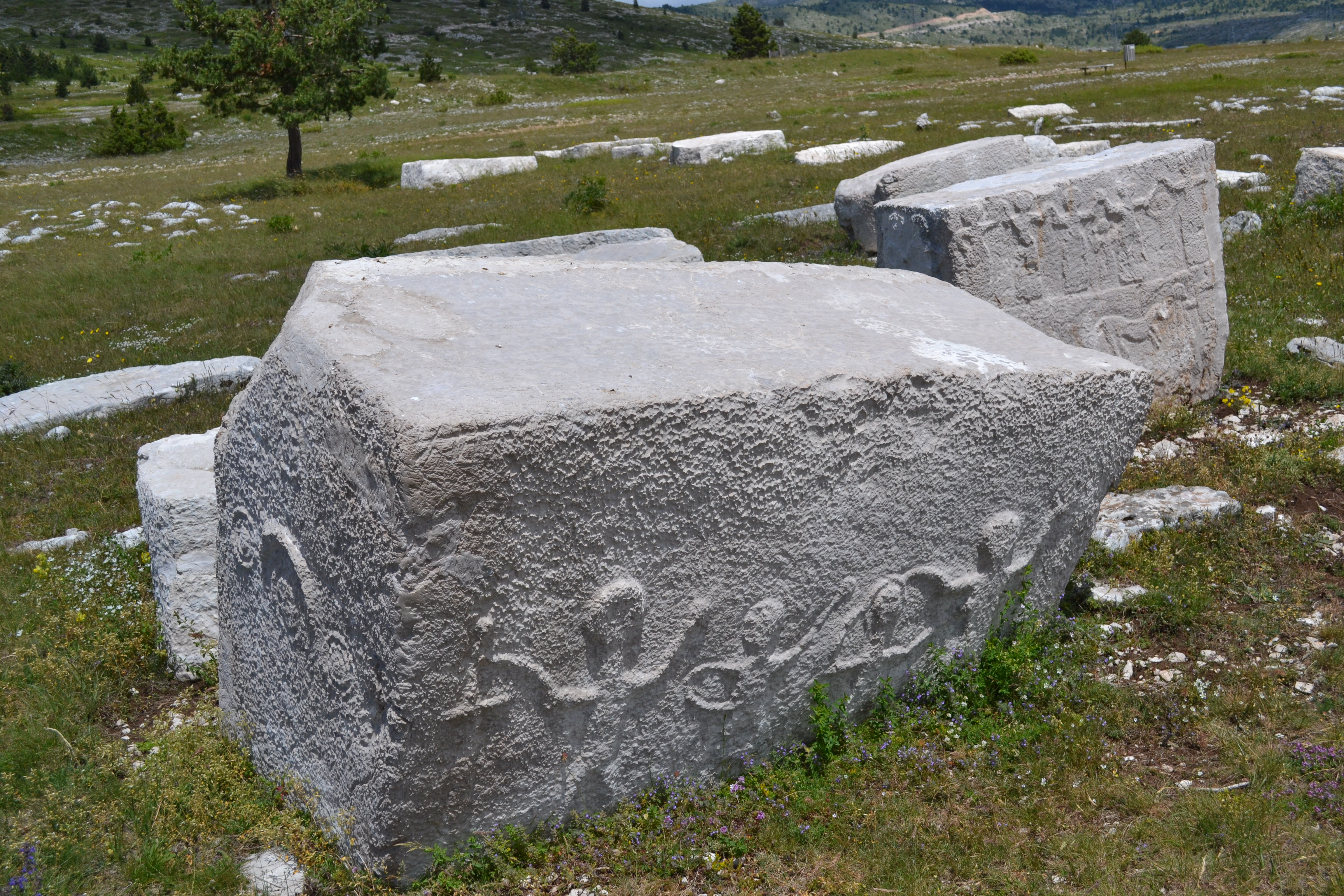
Risovac, Bosnia a Herzegovina
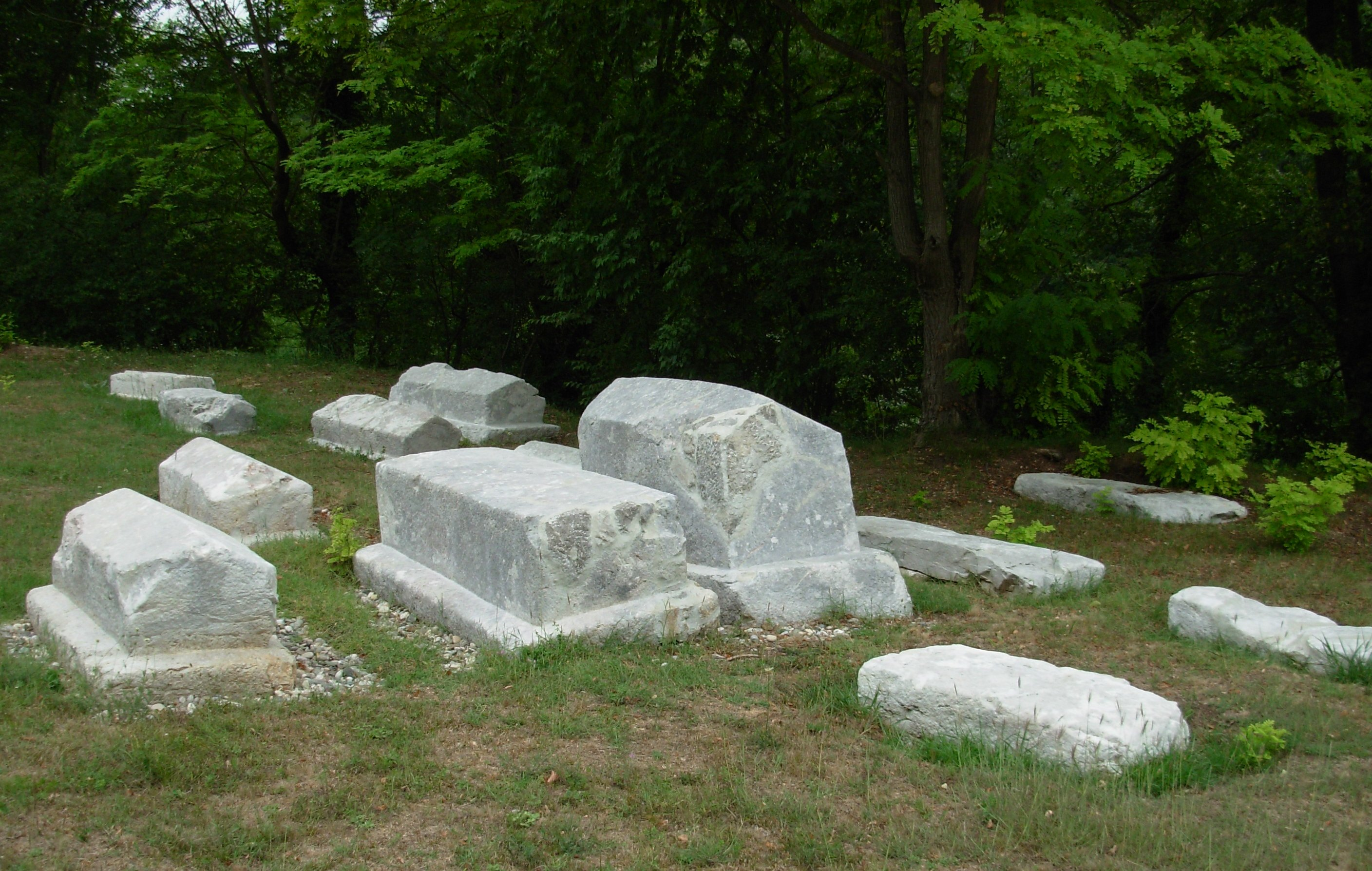
Mramorje, Srbsko
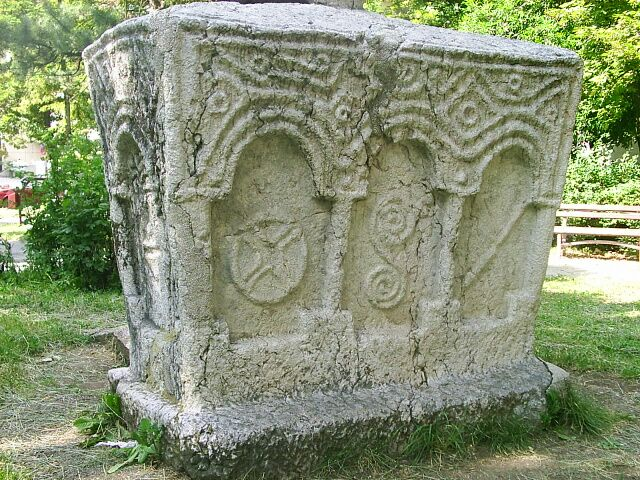
Cetinje, Černá Hora